# Корнин (Житомирская область)
Ко́рнин (укр. Корнин) — посёлок, входит в Житомирский район Житомирской области Украины.

## История
Поселение известно с 1550 года и изначально являлось укреплённым пунктом Великого княжества Литовского. После Люблинской унии 1569 года в составе Речи Посполитой.
С 1797 года село Корнин было волостным центром Корнинской волости Сквирского уезда Киевской губернии. По состоянию на 1895 год здесь насчитывалось 136 дворов с 987 жителями, действовали свеклосахарный завод, школа, две торговые лавки, православная Воскресенская церковь и еврейский молитвенный дом.
В ходе революции 1905—1907 гг. летом 1905 года в Корнине прошла забастовка сельскохозяйственных рабочих, в окрестностях имели место волнения крестьян.
После начала гражданской войны в январе 1918 года здесь была установлена Советская власть, но в конце февраля 1918 года Корнин был оккупирован немецкими войсками, которые оставались здесь до ноября 1918 года. В июне 1918 года в поселении возникла подпольная коммунистическая группа.
В ходе советско-польской войны 30 апреля 1920 года Корнин был захвачен польскими войсками, но 11 июня 1920 они были выбиты наступавшими частями 1-й Конной армии РККА. После окончания боевых действий началось восстановление хозяйства, в 1921 году возобновил работу сахарный завод, при котором в 1922 году был создан свеклосовхоз.
В марте 1923 года Корнин стал центром Корнинского района.
В 1929 году в результате объединения 56 крестьянских хозяйств здесь была создана сельскохозяйственная артель, на основе которой в 1930 году были созданы два колхоза и Корнинская МТС.
В 1932 году в Корнине была ликвидирована неграмотность.
В 1937 году начал работу Корнинский карьер.
В 1938 году Корнин стал посёлком городского типа, перед началом войны здесь были построены средняя школа, семилетняя школа, районный Дом культуры и две библиотеки.
В ходе Великой Отечественной войны 14 июля 1941 года посёлок был оккупирован наступавшими немецкими войсками. В условиях оккупации 21 октября 1941 года здесь возникла советская подпольная организация. 25 декабря 1943 года в ходе Житомирско-Бердической наступательной операции Корнин был освобождён советскими войсками 1-го Украинского фронта РККА. После окончания боевых действий началось восстановление посёлка. За время немецкой оккупаций в 1941–1943 гг. и Великой Отечественной войны 256 жителей Корнина погибли, защищая Родину. 348 корнинцев были награждены орденами и медалями за проявленный героизм в борьбе с немцами.
В 1951 году оба корнинских колхоза объединились в единое хозяйство — колхоз «Ленинская правда».
В 1952 году здесь действовали сахарный завод, паровая мельница, средняя школа, семилетняя школа, библиотека и Дом культуры.
28 ноября 1957 года Корнинский район был включён в состав Попельнянского района Житомирской области.
В 1973 году здесь действовали сахарный комбинат, кирпичный завод, сыродельный завод и велась добыча гранита.
В 1980 году здесь действовали гранитный карьер, сахарный завод, кирпичный завод, хлебный завод, сыродельный цех Попельнянского молочного завода, производственное отделение райсельхозтехники, цех районного межхозяйственного объединения по производству мяса, три общеобразовательные школы, филиал Попельнянской музыкальной школы, две больницы, Дом культуры и шесть библиотек.
В 1987 году было построено новое здание для Корнинской средней школы № 1, в 1988 году — заасфальтирована дорога от Корнина до Турбовки.
В январе 1989 года численность населения составляла 2930 человек.
В январе 2001 года Фонд государственного имущества Украины выставил на продажу находившуюся в посёлке церковь.
На 1 января 2013 года численность населения составляла 2339 человек.
6 января 2015 года в посёлке демонтировали памятник Ленину.
19 июля 2020 года Попельнянский район был включён в состав Житомирского района Житомирской области.

## Местная власть
13514, Житомирська обл., Житомирський р-н, смт. Корнин, вул. Соборна, 19  (укр.)

## Транспорт
В 5 км от посёлка находится железнодорожная станция Кривое (на линии Фастов — Житомир Юго-Западной железной дороги).

## Известные жители
- Севрук, Александер — польский актёр
- И. М. Стельмах — передовик сельского хозяйства СССР[3] (бригадир Корнинской МТС, в 1935—1939 гг. разработавший оптимизированные методы использования 15-сильных тракторов для вспашки, которые получили широкое распространение)[11]
- Магомет, Иосиф Яковлевич — советский селекционер[3]